# Badminton-Ozeanienmeisterschaft für Behinderte 2020
Die Badminton-Ozeanienmeisterschaft für Behinderte 2020 fand vom 14. bis zum 15. Februar 2020 in Ballarat statt.

## Medaillengewinner
| Disziplin            | Gold                                       | Silber                               | Bronze                        |
| -------------------- | ------------------------------------------ | ------------------------------------ | ----------------------------- |
| Herreneinzel WH1     | Lochan Cowper                              | Richard John Davis                   | Grant Leonard                 |
| Herreneinzel WH1     | Lochan Cowper                              | Richard John Davis                   | Duke Trench-Thiedeman         |
| Herreneinzel WH2     | Grant Manzoney                             | Qambar Ali Akhteyari                 | Brian Fitzpatrick             |
| Herreneinzel WH2     | Grant Manzoney                             | Qambar Ali Akhteyari                 | Benjamin Hasselman            |
| Herreneinzel SL3–SU5 | Thomas Denesfield Slade                    | Devon Rogers                         | Oliver Kiran Linton           |
| Herreneinzel SL3–SU5 | Thomas Denesfield Slade                    | Devon Rogers                         | Corrie Keith Robinson         |
| Herreneinzel SH6     | Luke Missen                                | David Joe Kaniku                     | Angelina Melki                |
| Herreneinzel SH6     | Luke Missen                                | David Joe Kaniku                     | Anthony Koedyk                |
| Herrendoppel WH1–WH2 | Lochan Cowper Grant Manzoney               | Guy Harrison Thomas Denesfield Slade | Jerome Bunge Rod Rantall      |
| Herrendoppel WH1–WH2 | Lochan Cowper Grant Manzoney               | Guy Harrison Thomas Denesfield Slade | Hayden Bognar Adam Torey-Toth |
| Herrendoppel SL3–SU5 | Corrie Keith Robinson Devon Rogers         | Guy Harrison Thomas Denesfield Slade | Jerome Bunge Rod Rantall      |
| Herrendoppel SL3–SU5 | Corrie Keith Robinson Devon Rogers         | Guy Harrison Thomas Denesfield Slade | Hayden Bognar Adam Torey-Toth |
| Dameneinzel SL3–SU5  | Carrie Joanne Wilson                       | Doung Kim Chou                       | Celine Aurelie Vinot          |
| Dameneinzel SL3–SU5  | Carrie Joanne Wilson                       | Doung Kim Chou                       | Zashka Gunson                 |
| Mixed SL3–SU5        | Corrie Keith Robinson Carrie Joanne Wilson | Rod Rantall Celine Aurelie Vinot     | Adam Torey-Toth Zashka Gunson |
| Mixed SL3–SU5        | Corrie Keith Robinson Carrie Joanne Wilson | Rod Rantall Celine Aurelie Vinot     | Danny Ten Amonrat Jamporn     |